# روب بي هود
روبن بي هود (بالإنجليزية: Robin-B-Hood) فيلم كوميدي صددر عام 2006 من إخراج بيني تشان، وبطولة جاكي شان، وهوي كو لويس مايكل.بلغت تكلفة الفيلم 16,800,000 دولار أمريكي وتم تصوير في الفترة بين ديسمبر 2005 إلى يناير 2006. الفيلم يروي قصة عن اختطاف حصلت في هونغ كونغ. تصدر الفيلم ايرادات شباك التذاكر الصينية في أكتوبر 2006 وعلى الرغم من عدم منحه رخصة العرض في معظم الدول الأوروبية وأمريكا الشمالية، فإنه حقق أكثر من 20 مليون دولار.

## وصلات خارجية
- روب بي هود على موقع IMDb (الإنجليزية)
- روب بي هود على موقع روتن توميتوز (الإنجليزية)
- روب بي هود على موقع نتفليكس (الإنجليزية)
- روب بي هود على موقع ألو سيني (الفرنسية)
- روب بي هود على موقع Turner Classic Movies (الإنجليزية)
- روب بي هود على موقع أول موفي (الإنجليزية)
- روب بي هود على موقع فيلمافينيتي (الإسبانية)
- روب بي هود على موقع قاعدة بيانات الفيلم (الإنجليزية)
- روب بي هود على موقع ليتربوكسد (الإنجليزية)
- روب بي هود على موقع كينوبويسك (الروسية)